# Mathilde Brückner
Mathilde Brückner, geb. Schwahn (* 5. November 1868 in Göppingen; † 10. April 1958 ebenda) war eine deutsche Politikerin (SPD).

## Leben
Mathilde Brückner wurde in Göppingen geboren. 1894 heiratete sie den Metalldrucker Julius Brückner (1866–1943) und hatte mit ihm zwei Kinder. Obwohl ihr Mann 1913 aus der SPD ausgeschlossen wurde, trat sie in diese Partei ein. Als Hausfrau wurde sie 1918 Mitglied des Arbeiterrats Göppingen, 1919 Vorsitzende des (überparteilichen) Frauenverbands Göppingen. Mathilde Brückner engagierte sich in Göppingen umfassend im sozialen Bereich.

## Politik
1919 wurde Mathilde Brückner in die verfassungsgebende Landesversammlung gewählt, der sie bis 1920 angehörte. In der Folgezeit kandidierte Mathilde Brückner zweimal erfolglos für den Reichstag. 1932 rückte sie dann für den verstorbenen Gottfried Kinkel in den Landtag nach, dem sie bis 1933 angehörte. Als erste Frau überhaupt war sie von 1922 bis 1933 Mitglied des Gemeinderats der Stadt Göppingen. Einer in Stuttgart drohenden Verhaftung konnte sie sich gemeinsam mit ihrer Fraktion nur durch die Flucht durch eine Hintertür des Landtags entziehen.